# Yousra Abidi
Pour les articles homonymes, voir Abidi.
Yousra Abidi, née le 2 août 1998, est une haltérophile tunisienne.

## Carrière
Yousra Abidi est médaillée d'or dans la catégorie des moins de 69 kg aux Jeux africains de la jeunesse de 2014 à Gaborone.
Aux championnats d'Afrique 2017 à Vacoas, elle est médaillée de bronze à l'épaulé-jeté et au total dans la catégorie des moins de 63 kg. Elle est ensuite médaillée de bronze à l'arraché et médaillée d'argent à l'épaulé-jeté ainsi qu'au total dans la catégorie des moins de 71 kg aux championnats d'Afrique 2019 au Caire.
Elle est triple médaillée d'or aux championnats d'Afrique 2021 à Nairobi dans la catégorie des moins de 71 kg.